# Grünweber

Verbreitungsgebiet

Der Grünweber (Ploceus nelicourvi, Syn.: Parvus nelicourvi) zählt innerhalb der Familie der Webervögel (Ploceidae) zur Gattung der Ammerweber (Ploceus).
Die Art wurde früher als konspezifisch mit dem Sakalavenweber (Ploceus sakalava) angesehen.
Der lateinische Artzusatz kommt von Tamil nellukuruvi.
Der Vogel ist endemisch in Madagaskar.
Das Verbreitungsgebiet umfasst primären tropischen Regenwaldes und feuchten Sekundärwald bis 1950 m Höhe, auch Wald in Küstennähe auf sandigen Böden.

## Merkmale
Die Art ist 15 cm groß und wiegt zwischen 20 und 28 g. Dieser schlanke Webervogel hat eine olivfarbene Oberseite ohne Strichelung, die Unterseite ist grau. Das Männchen hat im Brutkleid einen gelben Kopf, Kehle und Nacken, Maske, Stirn und Scheitel sind schwarz bis zu den teilweise überdeckten dunklen Ohrdecken. Die Flügeldecken sind einfarbig olivgrün, der Schwanz ist bräunlichgrün, auf der Schwanzunterseite rot- bis kastanienbraun. Das ähnliche Weibchen hat Gelb statt Schwarz auf dem Kopf, der olivfarbene Scheitel reicht bis an die dunkleren Ohrdecken, die Zügel sind grau. Jungvögel haben eine grünliche Unterseite, den Kopf gleichmäßig olivfarben, etwas Gelb an Kinn und oberer Kehle, charakteristisch sind die dunkel zimtfarbenen Unterschwanzdecken.
Die Art ist monotypisch.

## Stimme
Der Gesang des Männchens wird als nasales „tiang tiang“ oder als hochtoniges „chizz chizz“, „chiz chizz chswriiiisssssiszz“ beschrieben.

## Lebensweise
Die Nahrung besteht hauptsächlich aus Insekten und anderen Gliederfüßern, Spinnen, Käfern, Schnabelkerfen  und Heuschrecken.
Die Brutzeit liegt zwischen September und Dezember. Die Art ist monogam mit wohl langanhaltender Paarbindung, sie brütet nicht in Kolonien.
Das vom Männchen gebaute Nest wird in 2 – 7 m Höhe oft über dem Wasser, einer Lichtung oder einem Weg aufgehängt. Das Gelege besteht aus 2 – 4 blass grünlich-blauen Eiern.
Als Nesträuber treten Brauner Maki, Madagaskarhöhlenweih, Bindenfalke (Falco zoniventris) oder Schleiereule in Erscheinung.

## Gefährdungssituation
Der Bestand gilt als nicht gefährdet (Least Concern).